# Чемпіонат Богемії з футболу 1912
Чемпіонат чеської футбольної асоціації 1912 — перший розіграш футбольного чемпіонату у Богемії. Змагання відбувалось у чотирьох групах. У загальнонаціональному плей-офф перемогу здобув клуб «Спарта» (Прага), що переміг «Колін» у переграванні з рахунком 4:0.
Найбільше команд грало у групі «Чехія А» — 8. Ключовий матч між «Спартою» і «Славією» був перерваний на 30-й хвилині за рахунку 1:1 після сутички між Антоніном Фівебром і Франтішеком Росмайслем. Суддя видалив з поля обох гравців, що призвело до зупинки гри. Організатори призначили перегравання, на яке «Славія» не поїхала, тому «Спарті» зарахували технічну перемогу.

## Переможці усіх регіональних ліг
| Регіон  | Чемпіон                   |
| ------- | ------------------------- |
| Чехія А | «Спарта» (Прага)          |
| Чехія B | «Колін»                   |
| Моравія | «Моравська Славія» (Брно) |
| Пльзень | «Пльзень»                 |

## Група Чехія А
|   | турнірна таблиця     | І | В | Н | П | МЗ | МП | DR  | О  |
| - | -------------------- | - | - | - | - | -- | -- | --- | -- |
| 1 | «Спарта» (Прага)     | 7 | 7 | 0 | 0 | 23 | 6  | +17 | 14 |
| 2 | Славія (Прага)       | 7 | 5 | 0 | 2 | 22 | 6  | +16 | 10 |
| 3 | Кладно               | 7 | 5 | 0 | 2 | 22 | 9  | +13 | 10 |
| 4 | Вікторія (Жижков)    | 7 | 5 | 0 | 2 | 22 | 18 | +4  | 10 |
| 5 | Олімпія Прага VII    | 7 | 2 | 1 | 4 | 7  | 23 | -16 | 4  |
| 6 | Краловські Виногради | 7 | 2 | 0 | 5 | 16 | 10 | -6  | 4  |
| 7 | Метеор-VIII (Прага)  | 7 | 1 | 0 | 6 | 7  | 29 | -22 | 2  |
| 8 | Пардубице            | 7 | 0 | 1 | 6 | 7  | 20 | -13 | 0  |

## Група Чехія B
|   | Classifica        |
| - | ----------------- |
| 1 | «Колін»           |
| 2 | Прага VII         |
| 3 | Богеміанс (Прага) |

## Група Моравія
|   | турнірна таблиця        | І | В | Н | П | О |
| - | ----------------------- | - | - | - | - | - |
| 1 | Моравська Славія (Брно) | 3 | 3 | 0 | 0 | 6 |
| 2 | Ганацька                | 3 | 2 | 0 | 1 | 4 |
| 3 | Пржеров                 | 3 | 1 | 0 | 2 | 2 |
| 4 | Уніон (Жижков)          | 3 | 0 | 0 | 3 | 0 |

## Фінальний турнір

### Півфінал
| Команда 1        |     | Команда 2                 |
| ---------------- | --- | ------------------------- |
| «Спарта» (Прага) | 6–3 | «Моравська Славія» (Брно) |
| «Колін»          | 3–2 | «Пльзень»                 |

### Фінал
| Команда 1        |     | Команда 2 |
| ---------------- | --- | --------- |
| «Спарта» (Прага) | 1–1 | «Колін»   |

### Фінал. Перегравання
| Команда 1        | 31.08.13 | Команда 2 |
| ---------------- | -------- | --------- |
| «Спарта» (Прага) | 4–0      | «Колін»   |

## Склад чемпіона
Орієнтовний склад «Спарти» у 1912 році::
| Воротар: Ян Задак. Захисники: Антонін Гоєр, Мирослав Поспішил. Півзахисники: Антонін Фівебр, Антонін Гушек, Ян Рут Нападники: Вацлав Пілат, Ян Ванік, Йозеф Шроубек, Вацлав Шпіндер, Ян Вана. |